# Денилсон
Это статья о футболисте 1977 года рождения. Об игроке 1988 года рождения см. Денилсон Перейра Невес
Дени́лсон де Оливе́йра Арау́жо (порт.-браз. Denílson de Oliveira Araújo; 24 августа 1977, агломерация Сан-Паулу) — бразильский футболист, полузащитник. Выступал за такие клубы, как «Сан-Паулу», «Реал Бетис», «Фламенго», «Бордо», «Аль-Наср», «Даллас», «Палмейрас» и «Итумбиара». Экс-игрок сборной Бразилии. Чемпион мира 2002 года, вице-чемпион мира 1998 года.

## Биография

### Детство
Родился 24 августа 1977 г. в одном из неблагополучных пригородов Сан-Паулу: по одним данным, в Сан-Бернарду-ду-Кампу, по другим — в Диадеме, в бедной семье. В 12 лет (по другим данным — в 11 лет) он пришёл в спортивную школу «Сан-Паулу», однако, будучи вынужден зарабатывать деньги, нередко пропускал тренировки, а однажды Денилсон даже ненадолго бросил занятия футболом и торговал хлебом. В 15 лет его заметил тогдашний тренер «Сан-Паулу» Теле Сантана и пригласил в основную команду, с юниором был подписан профессиональный контракт, также клуб купил дом родителям Денилсона и нашёл им работу. После того, как социальные проблемы семьи таким образом разрешились, Денилсон смог сосредоточиться на футболе.

### «Сан-Паулу»
16 ноября 1994 года, в 17 лет, Денилсон дебютировал в основном составе «Сан-Паулу» в матче 1/4 финала Кубка КОНМЕБОЛ против перуанского «Спортинг Кристал». В первом же своём матче он забил гол, также по голу забили Кайо и Жуниньо Паулиста, игра завершилась со счётом 3:1. В сезоне 1994 года этот матч остался для него единственным. «Сан-Паулу» в итоге выиграл Кубок КОНМЕБОЛ того сезона, сведя ответный матч с перуанцами вничью (0:0), в полуфинале в драматичной борьбе переиграв «Коринтианс» (4:3; 2:3; по пенальти 5:4), а в финале оказавшись сильнее «Пеньяроля» (6:1; 0:3).
В сезоне 1995 года Денилсон сумел закрепиться в основном составе «Сан-Паулу», неплохо проявил себя, забив 5 голов за клуб. В апреле 1995 г. он выступал в составе молодёжной сборной Бразилии на чемпионате мира для игроков до 20 лет в Катаре, показав хорошую скорость и технику. Молодой левый вингер Денилсон принял участие в четырёх матчах из шести, во всех четырёх выйдя на замену, играл он и в финале, в котором его команда уступила аргентинцам со счётом 0:2.
В чемпионатах Бразилии тех лет «Сан-Паулу» выступал посредственно (12-е место в 1995 г., 11-е в 1996 г., в 1997 г. — снова 12-е). Денилсон пришёл в клуб тогда, когда после успехов 1991—1994 гг. (два Межконтинентальных Кубка, два Кубка Либертадорес и большой ряд других титулов) в команде наступил серьёзный кризис, связанный с уходом ряда лидеров (Кафу, Раи, Жуниньо Паулиста и др.) и проблемами с организацией игры. В начале 1996 года из-за проблем со здоровьем ушёл с тренерского мостика Теле Сантана, перенёсший сердечный приступ. Сантана работал с клубом с 1990 года, он дал Денилсону и многим другим талантливым игрокам «путёвку» в большой футбол и стал творцом побед «Сан-Паулу» в начале 1990-х гг. Последующие годы стали временем тренерской чехарды. Впрочем, на игре Денилсона эти перемены к худшему отразились мало, он продолжал прогрессировать в своём мастерстве. 13 октября 1996 года Денилсон дебютировал во взрослой сборной Бразилии в матче против Камеруна, бразильцы выиграли тот матч 2:0.

### Кубок конфедераций и Кубок Америки 1997 года
В январе 1997 года Денилсон в составе сборной отправился в Саудовскую Аравию на Кубок конфедераций. Этот турнир был выигран бразильцами с общей разницей мячей 14:2, они победили в четырёх играх из пяти, а ещё одну свели вничью. В финале они разгромили австралийцев 6:0. Хорошо провела турнир атакующая связка Ромарио—Роналдо, первый забил 7 голов, второй — 4, между ними в споре бомбардиров «вклинился» чех Шмицер с 5-ю голами. Денилсон забил на том турнире 1 гол — в группе в ворота мексиканцев (счёт игры 3:2), в целом он показал хорошую игру, поддерживая атаки с левого фланга и сам нередко атакуя ворота, был очень быстр и мастерски обыгрывал соперников на скорости. Именно он был в итоге признан самым полезным игроком турнира.
В июне 1997 г. Денилсон выиграл в составе национальной сборной Кубок Америки. Он провёл пять игр из шести возможных, забил два гола — свой первый за взрослую сборную в полуфинале против Перу на 1-й минуте, положив начало разгрому перуанцев со счётом 7:0, и первый из трёх голов бразильцев в победном финале против Боливии, выигранном 3:1; играл хорошо и внёс существенный вклад в успех команды. Бразильцы на том турнире выиграли все матчи с общей разницей мячей 22:3, особенно отличились в их составе игроки атаки Роналдо (5 голов), Ромарио и Леонардо (по 3 гола) и надёжно игравший вратарь Таффарел.

### «Бетис». ЧМ-1998. ЧМ-2002
В конце 1997 г. Денилсона приобрёл испанский клуб «Реал Бетис» из Севильи, сумма трансфера составила £ 23 млн, что стало на тот момент рекордом за всю историю мирового футбола. Контракт был заключён на 11 лет и вступал в силу по окончании первенства мира 1998 г. Покидая «Сан-Паулу», Денилсон успел «на прощанье» выиграть в его составе чемпионат штата Сан-Паулу 1998 года.
В феврале 1998 г. бразильцы заняли третье место в розыгрыше Золотого кубка КОНКАКАФ, на котором были приглашёнными гостями; Денилсон отыграл все три матча группового раунда, забил гол в ворота Сальвадора (счёт матча 4:0), а ни в полуфинале, где бразильцы проиграли США 0:1, ни в матче за 3-е место (1:0 над Ямайкой) на поле не выходил. Затем был чемпионат мира 1998, где бразильцы дошли до финала, в котором проиграли французам, хозяевам поля, со счётом 0:3; Денилсон на том мундиале появлялся на поле во всех семи играх, хотя лишь один раз вышел в стартовом составе, а в остальных шести вступал в игру со скамейки. Тем не менее, он был достаточно полезен, находясь на поле, показывал хорошую, уверенную игру, отдал две голевые передачи. Лучшими же игроками в составе бразильской команды на том турнире стали форварды Ривалдо, Роналдо и Бебето. Под конец турнира бразильцы стали играть несколько слабее, чем в начале: в полуфинале они позволили голландцам довести дело до пенальти, в серии которых переиграли их 4:2, а в финале, через пять дней, ничего не смогли противопоставить французам во главе с Зиданом. Тренер бразильцев Загалло подвергался критике за неправильное, по мнению общественности, применение Денилсона; по не вполне ясным соображениям Загалло игнорировал тот факт, что с выходами Денилсона на поле атаки бразильцев становились острее, и упорно не ставил его в стартовый состав. В Бразилии проигрыш в финале был воспринят как неудача, и Загалло был уволен со своего поста.
Потом для Денилсона начался испанский период его карьеры. «Бетис», подписавший его, был середняком Испанской Примеры. Денилсон закрепился в основе, но в первые сезоны не вполне адаптировался к испанскому футболу, позже, однако, он стал одним из лучших игроков «Бетиса». В сезоне 1998/99 «Бетис» занял 11-е место в Примере, а в сезоне 1999/2000 — и вовсе 18-е, что означало вылет в Сегунду.
После вылета Денилсон провёл некоторое время во «Фламенго» на правах аренды, а затем в декабре 2000 года возвратился в «Бетис», руководство которого решило вернуть его досрочно в связи с тем, что «Фламенго» не выполнил своих финансовых обязательств перед севильцами. «Фламенго» предлагал «Бетису» нескольких игроков вместо Денилсона, но этот вариант не устроил севильцев, которым был нужен именно их лидер и никто другой. По итогам сезона 2000/01 «Бетис» занял второе место в Сегунде (первой стала «Севилья», принципиальный соперник «Бетиса») и вернулся в Примеру. В сезоне 2001/02 «Бетис» показал неплохую игру, финишировав в Ла Лиге шестым и получив путёвку в Кубок УЕФА.
В 2001 году Денилсон сыграл на своём втором и последнем Кубке Америки. Без проблем выйдя из группы, его команда неожиданно уступила в 1/4 финала Гондурасу со счётом 0:2, дубль оформил Сауль Мартинес. Денилсон забил два мяча на групповом этапе турнира, по одному в ворота перуанцев и парагвайцев.
Затем был чемпионат мира 2002, завершившийся триумфом бразильцев. Денилсон появился на поле в пяти играх из семи проведённых его командой, во всех случаях выходил на замену, голов не забивал, но внёс немалый вклад в успех команды. В финале на 90-й минуте он заменил героя того матча и всего турнира Роналдо, дважды забившего в ворота Германии. Наряду с Роналдо, главными героями в составе бразильцев стали Ривалдо, Роналдиньо и Роберто Карлос.
В сезоне 2002/03 севильцы стали восьмыми, а в Кубке УЕФА, пройдя клубы заведомо более низкого класса — «Зимбру» (2:0; 2:1) и «Викторию» (Жижков) (1:0; 3:0), уступили в 1/16 финала «Осеру» (1:0; 0:2). В ворота «Виктории» Денилсон в гостевом матче в Праге забил гол, ставший для его команды единственным и победным, а для него самого — первым и последним в еврокубках. В сезоне 2003/04 «Бетис» занял 9-е место в первенстве. В эти годы Денилсон был одним из лидеров «Бетиса». Не отличаясь особой результативностью, он выполнял большую работу как на фланге, так и в организации атакующей игры, помогая партнёрам и подключаясь в атаки, раздавая голевые передачи. Тем не менее, по сравнению со второй половиной 1990-х уровень его игры несколько упал; принято считать, что Денилсон, одно время бывший самым дорогим и самым перспективным игроком мира, так до конца и не реализовал свой потенциал. 12 февраля 2003 года Денилсон провёл свой последний матч за сборную Бразилии — против Китая, игра завершилась вничью 0:0. То, что карьере Денилсона в сборной внезапно, всего через полгода после неплохой игры его на победном мундиале, пришёл конец, было неожиданно и связано как со спадом в его игре, так и со сменой тренера «селесао» — Сколари ушёл после ЧМ-2002, а у нового наставника, Паррейры, места в команде для Денилсона не нашлось.
Сезон 2004/05 стал последним для Денилсона в составе «Бетиса». Команда стала четвёртой в Ла Лиге и выиграла Кубок Испании. В том сезоне Денилсон потерял место в основном составе, провёл всего 10 матчей, много лечился от различных травм. Кубок того розыгрыша стал для Денилсона единственным трофеем за время его выступлений в Испании, если не считать двух предсезонных турниров Ramon de Carranza Trophy, в которых «Бетис» побеждал в 1999 и 2001 гг. В общей сложности Денилсон сыграл за «Бетис» в чемпионате Испании 186 матчей, забив 13 голов.

### «Бордо»
24 августа 2005 года Денилсон покинул «Бетис» и заключил однолетний контракт с «Бордо». До завершения его 11-летнего контракта с «Бетисом» оставалось четыре года. Он решил сменить клуб, желая набрать оптимальную форму и попробовать пробиться в состав сборной Бразилии в преддверии ЧМ-2006 после 2,5 лет перерыва в выступлениях за сборную. Впрочем, вернуться в состав «селесао» ему было не суждено. Тем не менее, в «Бордо» он провёл неплохой сезон, заняв второе место в чемпионате Франции и играя в основном составе. Однако на второй сезон во Франции Денилсон не остался, не сумев найти общего языка с руководством клуба, не желавшим идти на уступки игроку в вопросе заработной платы.

### «Аль-Наср»
В итоге, летом 2006 года Денилсон оказался без клуба. В сентябре он находился на просмотре в «Портсмуте», также им интересовались «Мидлсбро», «Тоттенхэм» и «Селтик». Однако в итоге Денилсон не заключил контракт ни с одним из британских клубов. Вместо этого он уехал в Саудовскую Аравию играть за «Аль-Наср» из Эр-Рияда, подписав 11 сентября 2006 г. однолетний контракт с этим клубом. Команда плохо провела сезон 2006/07, балансируя на грани вылета из высшей саудовской лиги. Денилсон отыграл за «Аль-Наср» 15 матчей, забил 3 гола.

### «Даллас»
23 августа 2007 года Денилсон подписал контракт с американским клубом «Даллас», выступающим в MLS. 1 сентября 2007 г. дебютировал за этот клуб в проигранном (0:4) матче против «Ди Си Юнайтед». 8 сентября 2007 г. он забил свой первый и последний гол в MLS — в ворота «Торонто», далласцы победили 2:0. В итоге «Даллас» занял 5-е место в регулярном чемпионате лиги, а в плей-офф вылетел в первом раунде, уступив в овертайме, назначенном после того, как команды обменялись победами, будущему чемпиону — «Хьюстон Динамо» (1:0; 1:2; доп. время 0:2). Также «Даллас» стал финалистом Кубка США. В Кубке Денилсон провёл один матч — домашний полуфинал 4 сентября 2007 г. против «Сиэтл Саундерс», выступавших в тот год в USL-1 (второй уровень в системе лиг США и Канады), «Даллас» в итоге победил 2:1 в овертайме (после 0:0 в основное время), Денилсон был заменён на 4-й минуте дополнительного времени, через две минуты после первого гола своей команды. В финале, где далласцы уступили «Нью-Инглэнд Революшн» со счётом 2:3, Денилсон не играл.
В матчах же розыгрыша MLS он провёл 7 матчей. Тренер «Далласа» Стив Морроу говорил, что Денилсону, как и всем другим, надо ещё заработать место в основном составе, а вратарь команды Дарио Сала заметил, что команда имела проблемы, пытаясь подстроить схему под Денилсона. «Даллас» занял 11-е место из 14-ти клубов в регулярном сезоне MLS 2007 года, не пройдя в зону плей-офф. По окончании сезона-2007 руководство «Далласа» решило не продлевать контракт с Денилсоном, отметив при этом, что могло бы продлить его, если бы игрок запросил меньшую зарплату.

### «Палмейрас» и последующие этапы карьеры
8 февраля 2008 года Денилсон подписал однолетний контракт с «Палмейрасом», вернувшись играть в чемпионат Бразилии спустя 7 лет. «Палмейрас» под руководством Вандерлея Лушембурго провёл хороший сезон, заняв 4-е место в чемпионате страны и выиграв первенство штата Сан-Паулу. Денилсон отыграл 27 матчей в сезоне 2008 г. В конце декабря 2008 г. Денилсон покинул «Палмейрас», который не собирался продлевать истекающий контракт. Игрок заявил, что собирается продолжить карьеру, вернуться играть в Европу, имеет предложения от английских, немецких, греческих и турецких клубов, заметив также, что в случае неуспеха с возвращением в Европу возможен и вариант с продолжением карьеры на родине, где также имеются предложения. В начале января 2009 года появились слухи о возможном переходе Денилсона в «Болтон Уондерерс». Денилсон ездил в Англию на переговоры, некоторое время тренировался с болтонцами, но в итоге контракт подписан не был. Вскоре после этой неудачи бразильский вингер подписал контракт с «Итумбиарой». Летом 2009 года Денилсон перешёл во вьетнамский клуб «Хайфон». Однако, проведя один матч в составе новой команды, игрок по обоюдному согласию расторг контракт с клубом. В январе 2010 года греческий клуб «Кавала» объявил о подписании 30-месячного контракта с Денилсоном. 16 апреля контракт с ним был расторгнут, за «Кавалу» Денилсон не провел ни одной игры.
В дальнейшем Денилсон работал спортивным комментатором на телесеть Rede Bandeirantes.

## Семья
Женат на актрисе Люсиль ди Камарго («Хозяйка судьбы», «Женщины в любви», «Страницы жизни»), пара воспитывает дочь Марию Эдуарду. Старший брат Денилсона, Деннис, проживает в Сан-Паулу и является агентом футболиста. Их младшая сестра работает физиотерапевтом.

## Вне поля
Денилсон снялся в двух «мыльных операх», в одной бразильской и в одной испанской, в роли самого себя. Регулярно появляется в качестве гостя на бразильском телевидении в развлекательных и спортивных передачах. Снимался в рекламе фирмы спортивных товаров Nike. Денилсон боготворит Леонардо Насименто де Араужо, атакующего полузащитника, бывшего недолгое время его товарищем по команде «Сан-Паулу», когда Денилсон только начинал карьеру, и игравшего вместе с ним затем на ЧМ-1998. Его любимым музыкальным стилем является Pagode, разновидность самбы.

## Достижения

### Клубные
- Двукратный чемпион штата Сан-Паулу: 1998, 2008
- Обладатель Кубка КОНМЕБОЛ: 1994
- Двукратный обладатель Трофея Рамона де Каррансы (Ramon de Carranza Trophy): 1999, 2001
- Обладатель Кубка Испании: 2004/05
- Финалист Кубка США: 2007

### В сборной Бразилии
- Участник чемпионатов мира: 1998, 2002
- Чемпион мира: 2002
- Вице-чемпион мира: 1998
- Обладатель Кубка Америки: 1997
- Обладатель Кубка конфедераций ФИФА 1997

### Личные
- Лучший игрок Кубка конфедераций: 1997

## Клубная статистика[23]
| Сезон   | Команда     | Кол-во игр | Кол-во голов |
| ------- | ----------- | ---------- | ------------ |
| 1995    | «Сан-Паулу» | 37         | 2            |
| 1996    | «Сан-Паулу» | 41         | 3            |
| 1997    | «Сан-Паулу» | 18         | 3            |
| 1998/99 | «Бетис»     | 35         | 2            |
| 1999/00 | «Бетис»     | 32         | 3            |
| 2000    | «Фламенго»  | 11         | 3            |
| 2000/01 | «Бетис»     | 21         | 1            |
| 2001/02 | «Бетис»     | 34         | 3            |
| 2002/03 | «Бетис»     | 25         | 2            |
| 2003/04 | «Бетис»     | 29         | 2            |
| 2004/05 | «Бетис»     | 10         | 0            |
| 2005/06 | «Бордо»     | 31         | 3            |
| 2006/07 | «Аль-Наср»  | 15         | 3            |
| 2007/08 | «Даллас»    | 8          | 1            |
| 2008    | «Палмейрас» | 27         | 3            |

## Все голы Денилсона за сборную Бразилии
| №   | Дата             | Стадион                                                    | Соперник  | Счёт | Итог | Соревнование                                |
| --- | ---------------- | ---------------------------------------------------------- | --------- | ---- | ---- | ------------------------------------------- |
| 1.  | 26 июня 1997     | «Эстадио Рамон Агилера» (Санта-Крус-де-ла-Сьерра, Боливия) | Перу      | 1:0  | 7:0  | Кубок Америки 1997, полуфинал               |
| 2.  | 29 июня 1997     | «Эстадио Эрнандо Силес» (Ла-Пас, Боливия)                  | Боливия   | 1:0  | 3:1  | Кубок Америки 1997, финал                   |
| 3.  | 10 сентября 1997 | «Фонте Нова» (Салвадор, Бразилия)                          | Эквадор   | 1:0  | 4:2  | Товарищеский матч                           |
| 4.  | 9 октября 1997   | «Эштадио ду Мангейрао» (Белен, Бразилия)                   | Марокко   | 1:0  | 2:0  | -//-                                        |
| 5.  | 9 октября 1997   | «Эштадио ду Мангейрао» (Белен, Бразилия)                   | Марокко   | 2:0  | 2:0  | -//-                                        |
| 6.  | 8 февраля 1998   | «Колизеум» (Лос-Анджелес, США)                             | Сальвадор | 1:0  | 4:0  | Золотой кубок КОНКАКАФ 1998, групповой этап |
| 7.  | 7 апреля 1999    | Стадион Манэ Гарринча (Бразилиа, Бразилия)                 | США       | 1:0  | 7:0  | Товарищеский матч                           |
| 8.  | 15 июля 2001     | «Паскаль Герреро» (Кали, Колумбия)                         | Перу      | 2:0  | 2:0  | Кубок Америки 2001, групповой этап          |
| 9.  | 18 июля 2001     | «Паскаль Герреро» (Кали, Колумбия)                         | Парагвай  | 3:1  | 3:1  | -//-                                        |
| 10. | 25 мая 2002      | «Букит Джалил Стэдиум» (Куала-Лумпур, Малайзия)            | Малайзия  | 3:0  | 4:0  | Товарищеский матч                           |